# بیل اسمیت (بازیکن فوتبال، زاده ۱۸۸۷)
بیل اسمیت (انگلیسی: Bill Smith؛ 23 June 1887 – ۲۱ مارس ۱۹۲۹) بازیکن فوتبال اهل بریتانیا بود.
از باشگاه‌هایی که در آن بازی کرده‌است می‌توان به باشگاه فوتبال ساوت‌همپتون و باشگاه فوتبال برنتفورد اشاره کرد.